# ツアーオペレーションサービス
ツアーオペレーションサービス（Tour Operation Services）は米国・ボストンにある現地ツアー会社である。
1990年4月設立。

## 概要
- 会社名：　Tour Operation Services
- 所在地：　607　Boylston Street 6th Floor, Boston MA 02116
- 資本金：　$400,000